# Manuel Rieke
Manuel Rieke (* 23. Oktober 1982 in Potsdam) ist ein deutscher Volleyball- und Beachvolleyballspieler.

## Karriere

### Hallen-Volleyball
Der gebürtige Potsdamer begann seine Volleyball-Karriere 1991 in seiner Heimatstadt bei WSG Potsdam Waldstadt. Danach spielte er im Junioren-Team vom VC Olympia Berlin. 2001 wechselte Rieke zum Bundesligisten SCC Berlin und wurde hier 2003 und 2004 als zweiter Zuspieler mit guten Aufschlägen zweifacher deutscher Meister. In der Saison 2004/05 erreichte er das Achtelfinale der Champions League, wo man gegen Paris Volley ausschied. 2004 und 2005 kam Rieke mit dem SCC auch ins deutsche Pokalfinale und verlor jeweils gegen den VfB Friedrichshafen. 2005 wechselte er zum Lokalrivalen Netzhoppers Königs Wusterhausen und wurde dort auch Mannschaftskapitän. 2009 gelang ihm mit den Netzhoppers überraschend der Sprung ins Bundesliga Play-off-Halbfinale, wo man gegen Generali Haching ausschied. Im Sommer 2009 und 2010 war Manuel Rieke auch in der deutschen Nationalmannschaft aktiv und erreichte 2009 den ersten Platz in der Europaliga sowie 2010 den neunten Platz in der Weltliga. 2016 beendete Rieke seine aktive Hallenkarriere.

### Beachvolleyball
Neben seiner Karriere in der Halle spielte Rieke im Sommer auch Beachvolleyball. Mit Hannes Ambelang erreichte er 1999 den dritten Platz bei der deutschen B-Jugend-Meisterschaft in Bocholt. Ambelang/Rieke wurden 2000 deutscher A-Jugend-Meister in München, belegten 2002 Platz fünf bei der U21-Weltmeisterschaft in Catania und gewannen 2003 die Bronzemedaille bei der U23-Europameisterschaft in Stare Jabłonki. 2005 gewannen sie die Beach Cups in Norderney und Wyk auf Föhr. An den deutschen Meisterschaften in Timmendorfer Strand nahmen sie von 2003 bis 2006 viermal teil. 2006 bestritt Rieke mit Marcus Popp zwei Turniere der deutschen Serie und gewann sowohl in Binz als auch in Sankt Peter-Ording. An der Seite von Tilo Backhaus belegte er 2008 bei der deutschen Meisterschaft Platz fünf. 2011 spielte Rieke mit Sebastian Prüsener. Ihre besten Ergebnisse waren zwei fünfte Plätze bei deutschen Turnieren.

### Trainer
In der Saison 2016/17 war Rieke Trainer der Bundesliga-Frauen vom Köpenicker SC. Seit 2020 ist er Beachvolleyball-Stützpunkttrainer in Berlin.

## Privates
Manuel Rieke ist verheiratet und hat ein Kind.